# Homoneura bomiensis
Homoneura bomiensis är en tvåvingeart som beskrevs av Gao och Yang 2003. Homoneura bomiensis ingår i släktet Homoneura och familjen lövflugor. Inga underarter finns listade i Catalogue of Life.